# 霍夫基兴
霍夫基兴是德国巴伐利亚州的一个市镇。总面积32.70平方公里，总人口3597人，其中男性1800人，女性1797人（2011年12月31日），人口密度110人/平方公里。